# Guilherme Siqueira
Guilherme Madalena Siqueira (Biguaçu, 1986. április 28. –) brazil-olasz labdarúgó, 2014-től 2018-ig a spanyol Atlético Madrid játékosa volt.

## Pályafutása
2018. augusztus 29-én bejelentette visszavonulását.